# Apricot Brandy
Apricot Brandy – likier morelowy o zawartości alkoholu 25-35%. Jego podstawowe składniki to morele i winiak. Jest produkowany we Francji i Holandii.